# Historisch drama
Een historisch drama is een toneel- of filmgenre waarin een verhaal is gebaseerd op historische gebeurtenissen of historische personen, die min of meer accuraat worden weergegeven. Ook kunnen fictieve personen of gebeurtenissen in een historische setting worden weergegeven. Regelmatig worden feiten verdraaid of veranderd om bijvoorbeeld verhaaltechnische redenen. In veel gevallen wordt de historische setting mede duidelijk gemaakt door de kostumering (men spreekt dan van een kostuumdrama), maar dat is geen vereiste.
Toneelstukken en films kunnen, juist wanneer ze een bepaalde ideologie uitdragen, in de loop der tijd een document worden over de tijd waarin het stuk is geschreven of waarin de film is gemaakt.
De grens tussen een historisch drama en andere genres, zoals, avonturenfilms of oorlogsfilms, is niet altijd duidelijk aan te geven. De eerste historische film is waarschijnlijk The Execution of Mary Stuart uit 1895.